# Паулисея
Паулисея (порт. Paulicéia) — муниципалитет в Бразилии, входит в штат Сан-Паулу. Составная часть мезорегиона Президенти-Пруденти. Входит в экономико-статистический микрорегион Драсена. Население составляет 6148 человек на 2006 год. Занимает площадь 373,891 км². Плотность населения — 16,4 чел./км².
Праздник города — 29 июня.

## История
Город основан в 1947 году.

## Статистика
- Валовой внутренний продукт на 2003 составляет 27.358.669,00 реалов (данные: Бразильский институт географии и статистики).
- Валовой внутренний продукт на душу населения на 2003 составляет 4.749,77 реалов (данные: Бразильский институт географии и статистики).
- Индекс развития человеческого потенциала на 2000 составляет 0,754 (данные: Программа развития ООН).